# Назаренко Степан Григорович
Степа́н Григо́рович Назаре́нко (12 травня 1932,  с. Ларіоновка,  Омська область, РФ—  24 березня 2006, Івано - Франківськ, Україна) — український фотохудожник

## Біографія
Степан  Назаренко народився 12 травня 1932 року в селі Ларіонівка Полтавського району Омської області в Росії. Залишившись сиротою, від 1936р.  працював на взуттєвій фабриці, де втратив кисть лівої руки. Освіта середня.
Свою дорогу у фотографічній діяльності розпочинав 1948 року ретушером в одній з фотостудій Харкова. Потім працював в Дрогобичі, Станіславі, Коломиї і знову в Станіславі. Був одним із фундаторів Національної спілки фотохудожників України у грудні 1989 р, першим головою її обласної організації.
Серед робіт Назаренка чітко виділяються портрети мужчин: своєрідна глибина індивідуальності, делікатний рисунок форми. Цілком інших підхід до жіночих портретів: легкі, пастельні, поетизовані.
Тривалий час працював фотографом у фотоательє «Горизонт».  на вулиці Радянській (тепер – Незалежності) в Івано-Франківську  
Помер 24 березня 2006 року в Івано - Франківську.  

## Нагороди
- обласна премія ім. Василя Стефаника (1998 р.)
- почесна відзнака «За подвижництво в культурі Прикарпаття» (2002 р.)
- стипендії Міністерства культури[3]